# Dockendorf

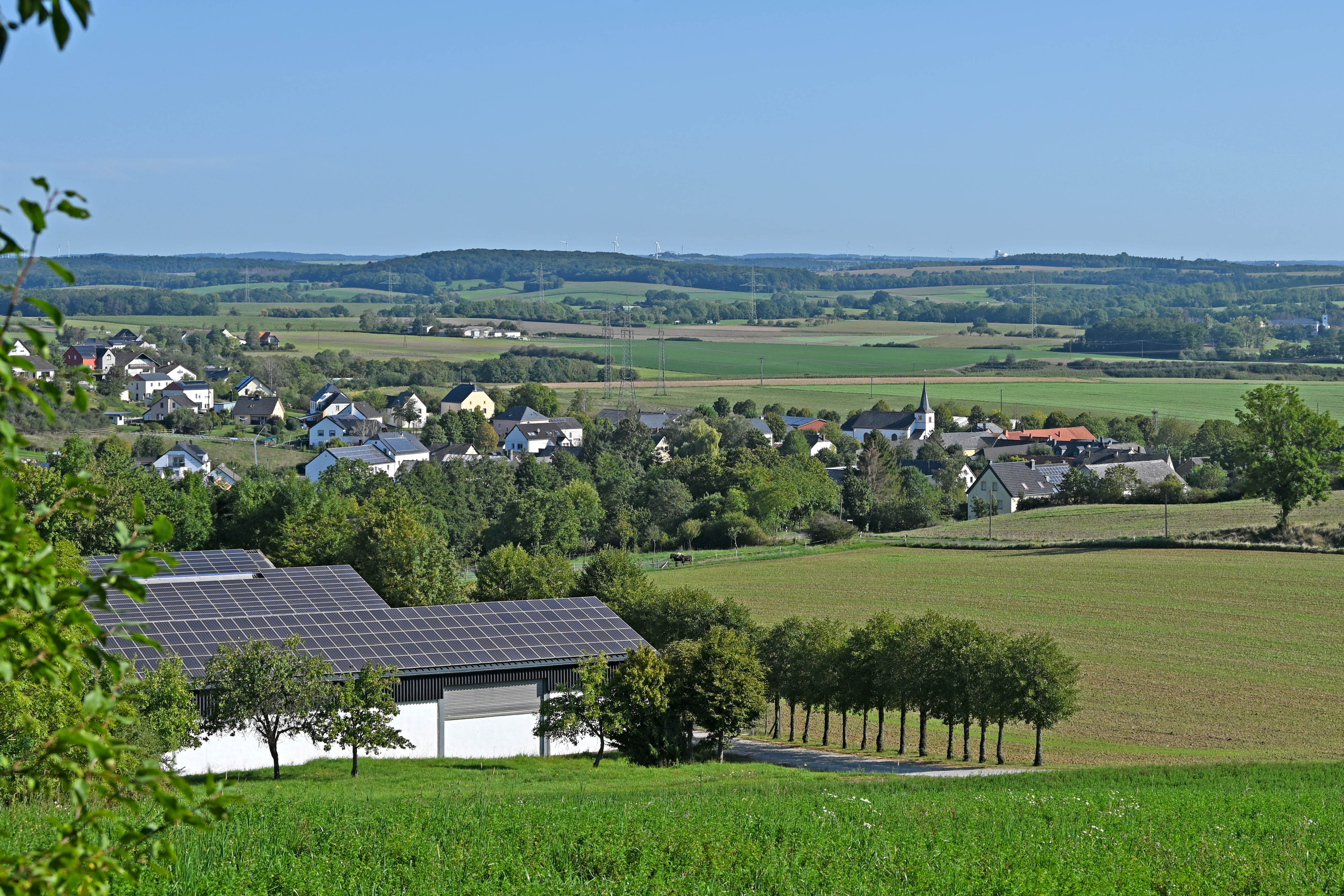
Dockendorf von Südwesten

Dockendorf ist eine Ortsgemeinde im Eifelkreis Bitburg-Prüm in Rheinland-Pfalz. Sie gehört seit dem 1. Juli 2014 der Verbandsgemeinde Bitburger Land an.

## Geographie
Die Ortschaft liegt in der Südeifel, etwa 10 km südwestlich der Kreisstadt Bitburg. Sie ist eingebettet in den Westrand des Nimstales und wird von einem in die Nims mündenden Bach durchflossen. Der höchste Punkt innerhalb des Gemeindegebietes ist der Großenbüsch auf 379 m ü. NHN, der niedrigste Bodenpunkt wird mit 225 m ü. NHN an der Dockendorfer Mühle erreicht. Mit 60 % wird ein vergleichsweise großer Anteil des 5,83 km² großen Gemeindegebietes landwirtschaftlich genutzt, 30 % sind von Wald bestanden (Stand 2017).
Zu Dockendorf gehören auch die Wohnplätze Buchenberg, Dockendorfermühle, Eichelhof und Hof Wiesengrund.

Nachbarorte von Dockendorf sind die Ortsgemeinden Ingendorf im Norden, Messerich im Nordosten, Niederstedem im Osten, Wolsfeld im Süden, Peffingen (Verbandsgemeinde Südeifel) im Südwesten und Wettlingen im Westen.

## Geschichte
Der Ort in seiner heutigen Form ist aller Wahrscheinlichkeit nach auf die Zeit der fränkischen Landnahme zurückzuführen. Allerdings hatten schon die Römer Teile der heutigen Gemarkung besiedelt, was u. a. durch Spuren einer mittelalterlichen Turmburg in der Nähe der Dockendorfer Mühle nachgewiesen wird. Südwestlich des Ortes fand man zudem eine große Anzahl von Hügelgräbern in einem Waldgebiet, welche sich ebenfalls in die Zeit der Römer einordnen lassen.
Die erste urkundliche Erwähnung von Dockendorf fand 1270 statt. Bis Ende des 18. Jahrhunderts gehörte der Ort zur luxemburgischen Propstei Bitburg. Im Jahr 1794 besetzten französische Revolutionstruppen die Österreichischen Niederlande, zu denen das Herzogtum Luxemburg gehörte, im Oktober 1795 wurde sie annektiert. Von 1795 bis 1814 gehörte Dockendorf zum Kanton Bitburg im gleichnamigen Arrondissement des Departements der Wälder. Dockendorf wurde Hauptort einer Mairie. Nach der Niederlage Napoleons und der Übernahme der Region durch das Königreich Preußen aufgrund der Vereinbarungen auf dem Wiener Kongress (1815) wurde Dockendorf Verwaltungssitz der gleichnamigen Bürgermeisterei im Kreis Bitburg des Regierungsbezirks Trier, der 1822 Teil der preußischen Rheinprovinz wurde. Ab 1870 wurde die Bürgermeisterei Dockendorf und drei weitere in Personalunion von Wolsfeld aus verwaltet, 1914 wurden sie als Bürgermeisterei Wolsfeld (ab 1927 Amt Wolsfeld) auch formal zusammengefasst.
Nach dem Ersten Weltkrieg zeitweise französisch besetzt und nach dem Zweiten Weltkrieg der französischen Besatzungszone zugeordnet, ist der Ort seit 1946 Teil des damals neu gebildeten Landes Rheinland-Pfalz. Bei der Auflösung der Ämter im Rahmen der rheinland-pfälzischen Funktional- und Gebietsreform kam Dockendorf 1970 zur Verbandsgemeinde Bitburg-Land, die zum 1. Juli 2014 in die Verbandsgemeinde Bitburger Land aufging.
Bevölkerungsentwicklung
Die Entwicklung der Einwohnerzahl von Dockendorf, die Werte von 1871 bis 1987 beruhen auf Volkszählungen:
| Jahr | Einwohner |
| ---- | --------- |
| 1815 | 149       |
| 1835 | 210       |
| 1871 | 242       |
| 1905 | 218       |
| 1939 | 212       |
| 1950 | 221       |
| 1961 | 179       |

| Jahr | Einwohner |
| ---- | --------- |
| 1970 | 158       |
| 1987 | 195       |
| 1997 | 185       |
| 2005 | 191       |
| 2011 | 197       |
| 2017 | 218       |
| 2023 | 239       |

## Politik

### Gemeinderat

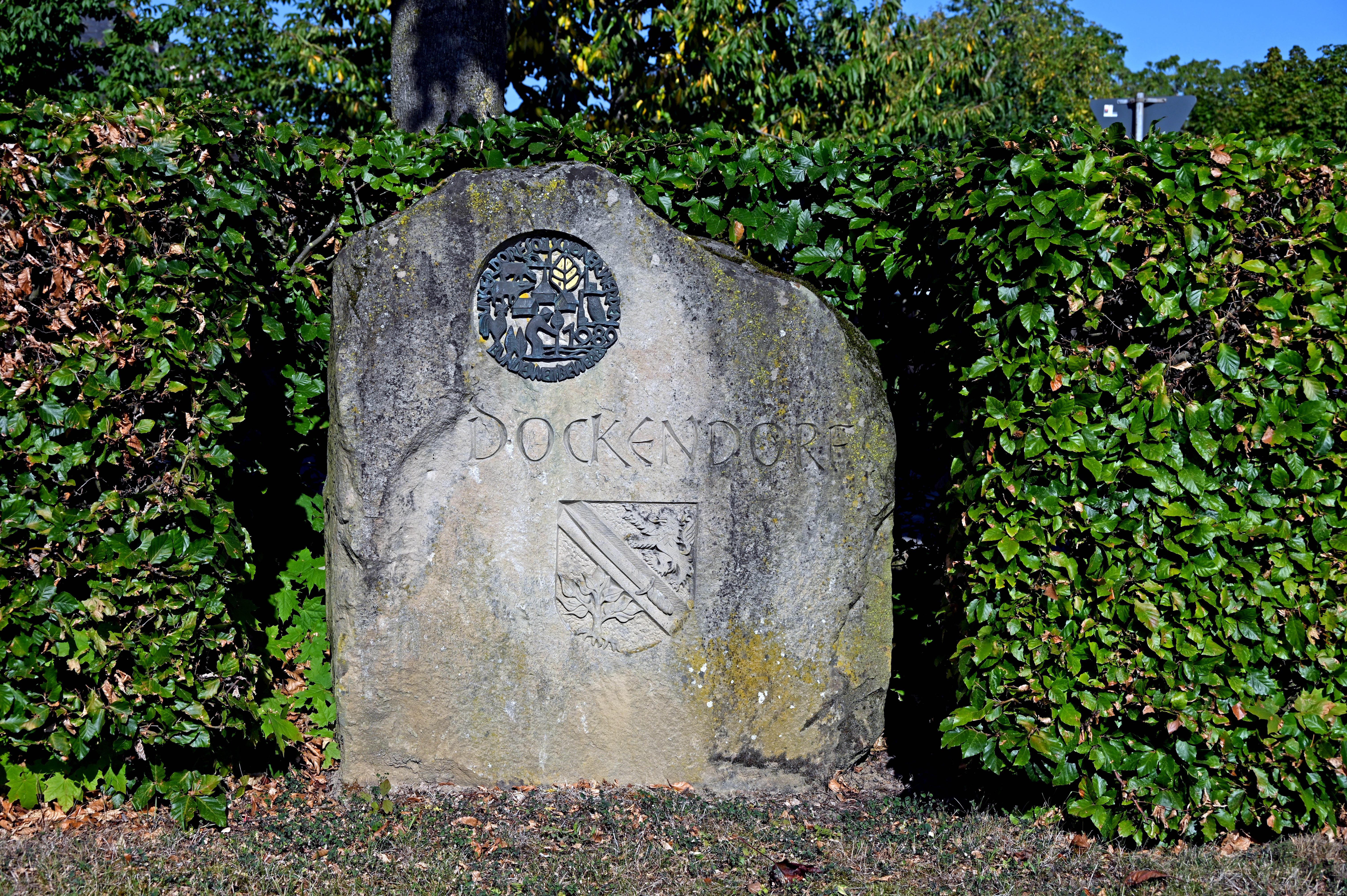
Ortsstein mit Wappen und Plakette

Der Gemeinderat in Dockendorf besteht aus sechs Ratsmitgliedern, die bei der Kommunalwahl am 9. Juni 2024 in einer Mehrheitswahl gewählt wurden, und dem ehrenamtlichen Ortsbürgermeister als Vorsitzendem.

### Bürgermeister
Stefan Rodens wurde 2014 Ortsbürgermeister von Dockendorf. Bei der Direktwahl am 26. Mai 2019 wurde er mit einem Stimmenanteil von 91,87 % und am 9. Juni 2024 als einziger Bewerber mit 94,8 % jeweils für weitere fünf Jahre in seinem Amt bestätigt.
Der Vorgänger von Rodens, Herbert Mohnen, hatte das Amt mehr als 20 Jahre ausgeübt.

### Wappen
| Wappen von Dockendorf | Blasonierung: „In Gold ein mit silbernem Schwert belegter blauer Schrägbalken. Oben vier rote Balken, bedeckt mit einem schwarzen Löwen. Unten ein grüner Apfelbaum.“ |
| Wappen von Dockendorf | Wappenbegründung: Das Attribut des Kirchenpatrons, des heiligen Martins, wird im Schrägbalken des Wappens dargestellt. Eine umfangreiche Grundherrschaft hatten die Herren von Enschringen in Dockendorf, ihrem Wappen ist der schwarze Löwe auf dem rot-gold geteilten Balkenfeld entnommen, während der grüne Baum als Symbol für die Landwirtschaft und den Obstanbau steht. |

## Kultur und Sehenswürdigkeiten
Über die Gemeinde verteilt sind zahlreiche gut erhaltene und denkmalwerte Bauernhäuser aus dem 18. und 19. Jahrhundert. Zu den sehenswerten Bauwerken in Dockendorf gehören auch die Waldkapelle und die Pfarrkirche sowie das in vier Baustilen entstandene alte Pfarrhaus. Letzteres ist von innen und außen restauriert und wird auch überregional als ein bedeutendes Baudenkmal angesehen. Aus dem 17. bis 19. Jahrhundert stammen insgesamt fünf Wegekreuze auf der Gemarkung Dockendorfs. Das nahegelegene Naturschutzgebiet „Scharren bei Dockendorf“ (Keupterkuppe) beherbergt zum Teil sehr seltene Pflanzenarten.

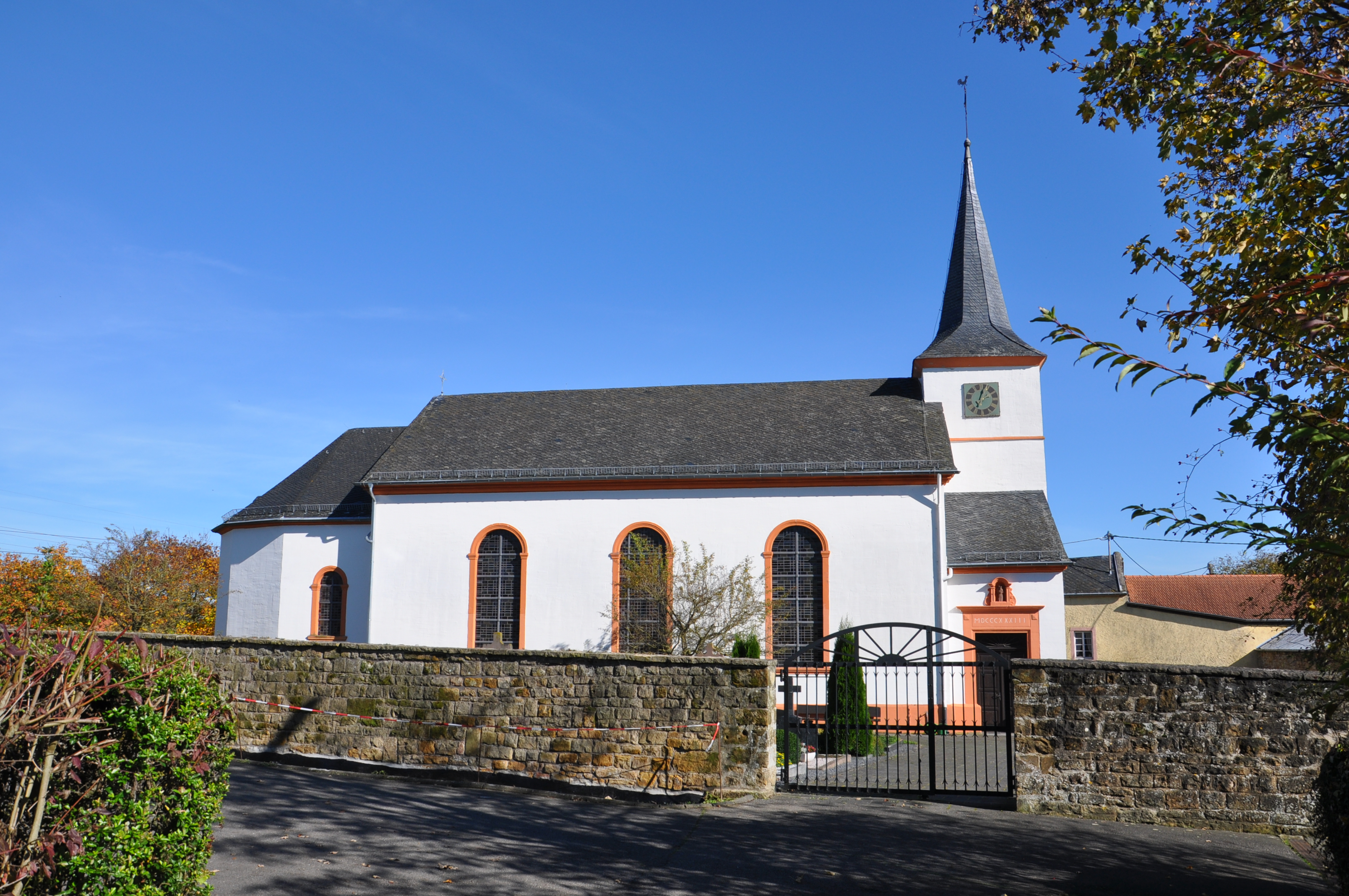
St. Martin
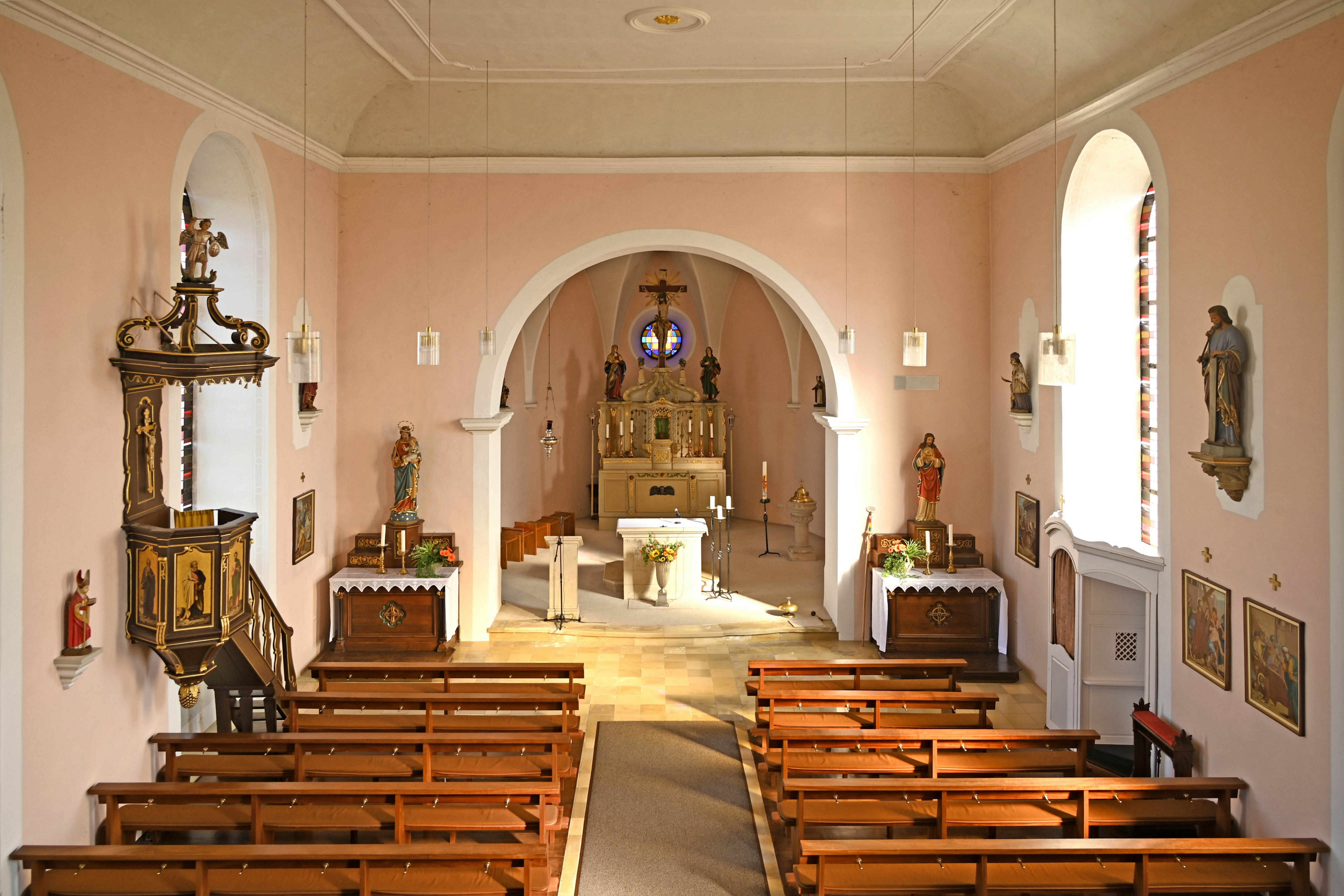
Innenraum
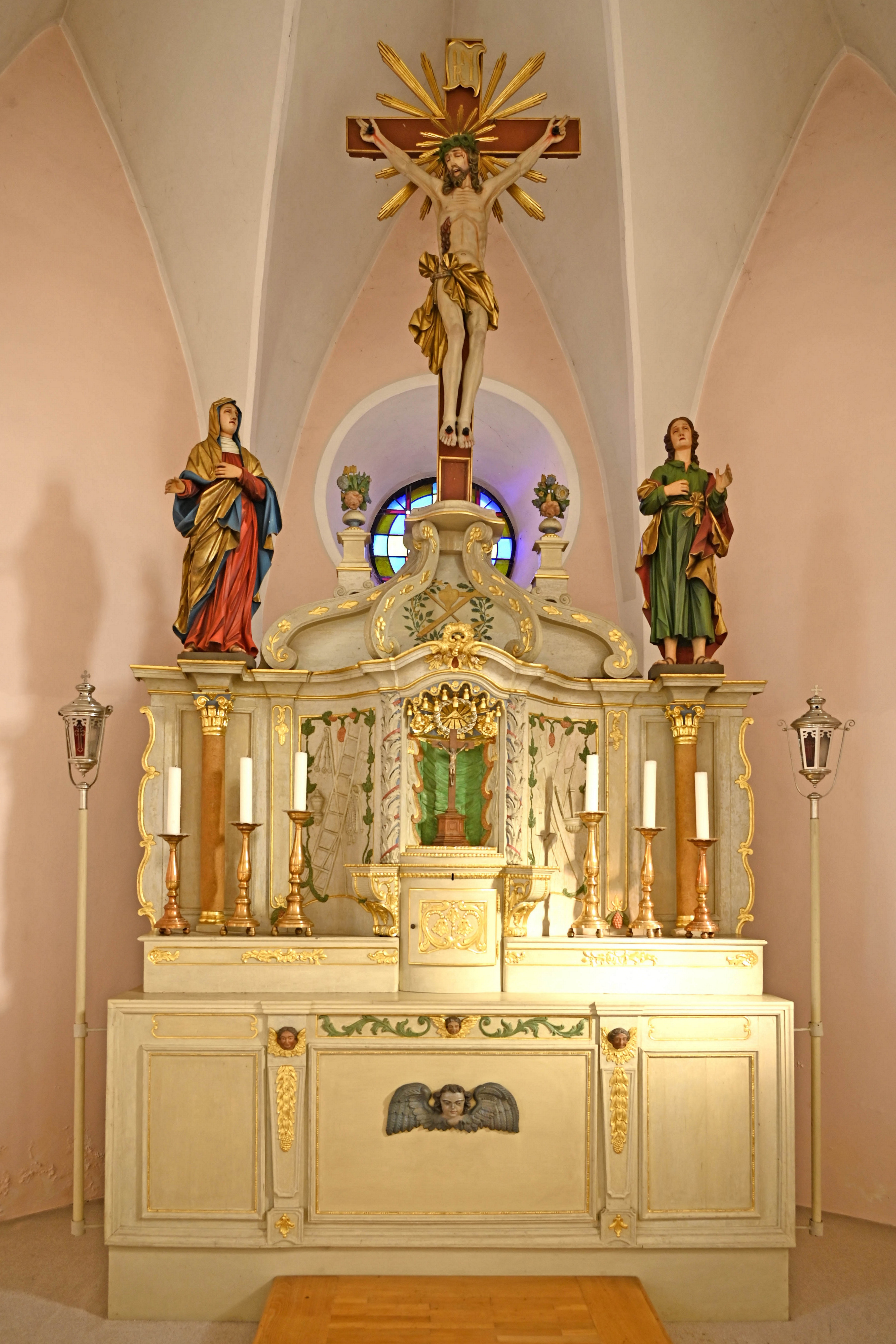
Altar
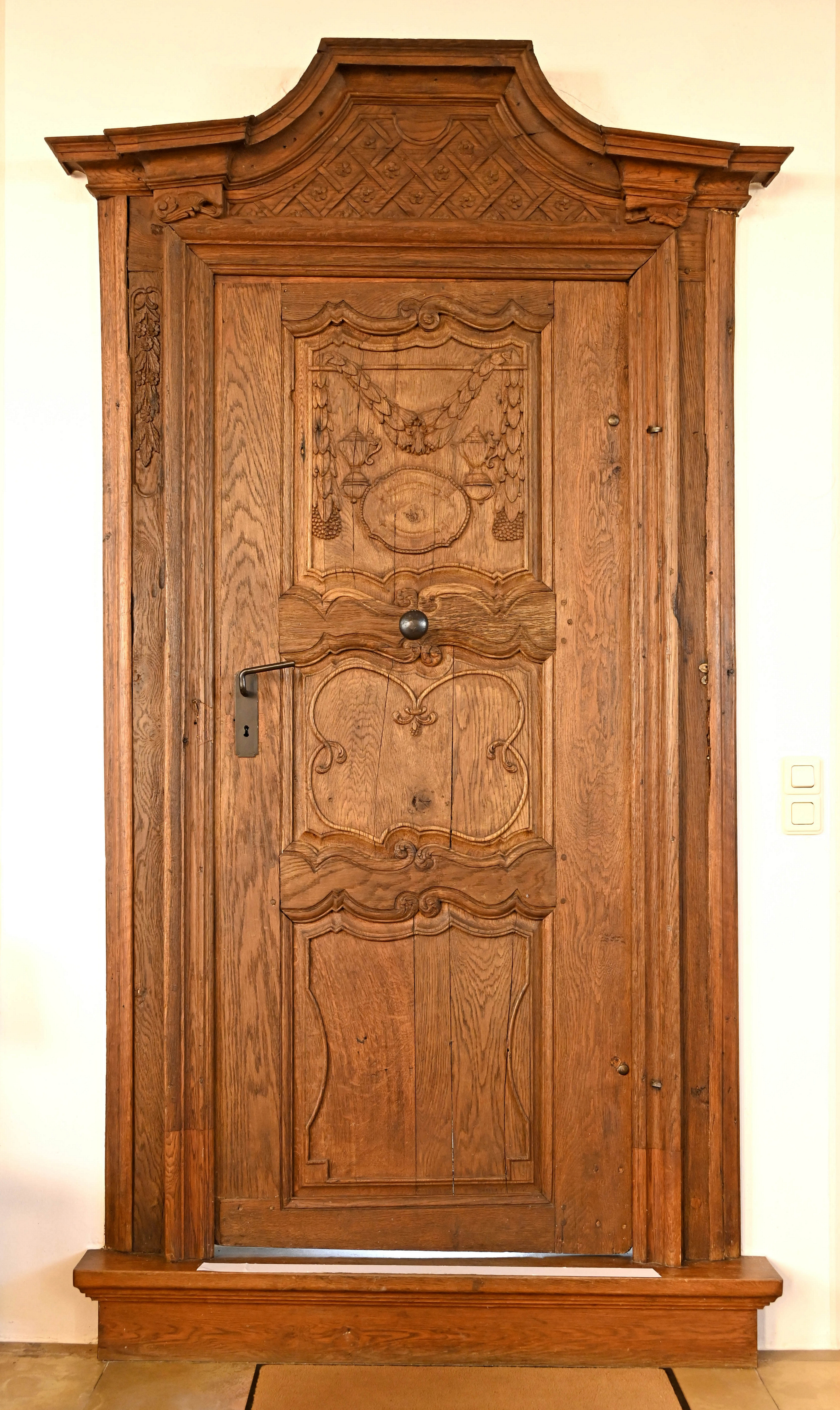
Portal
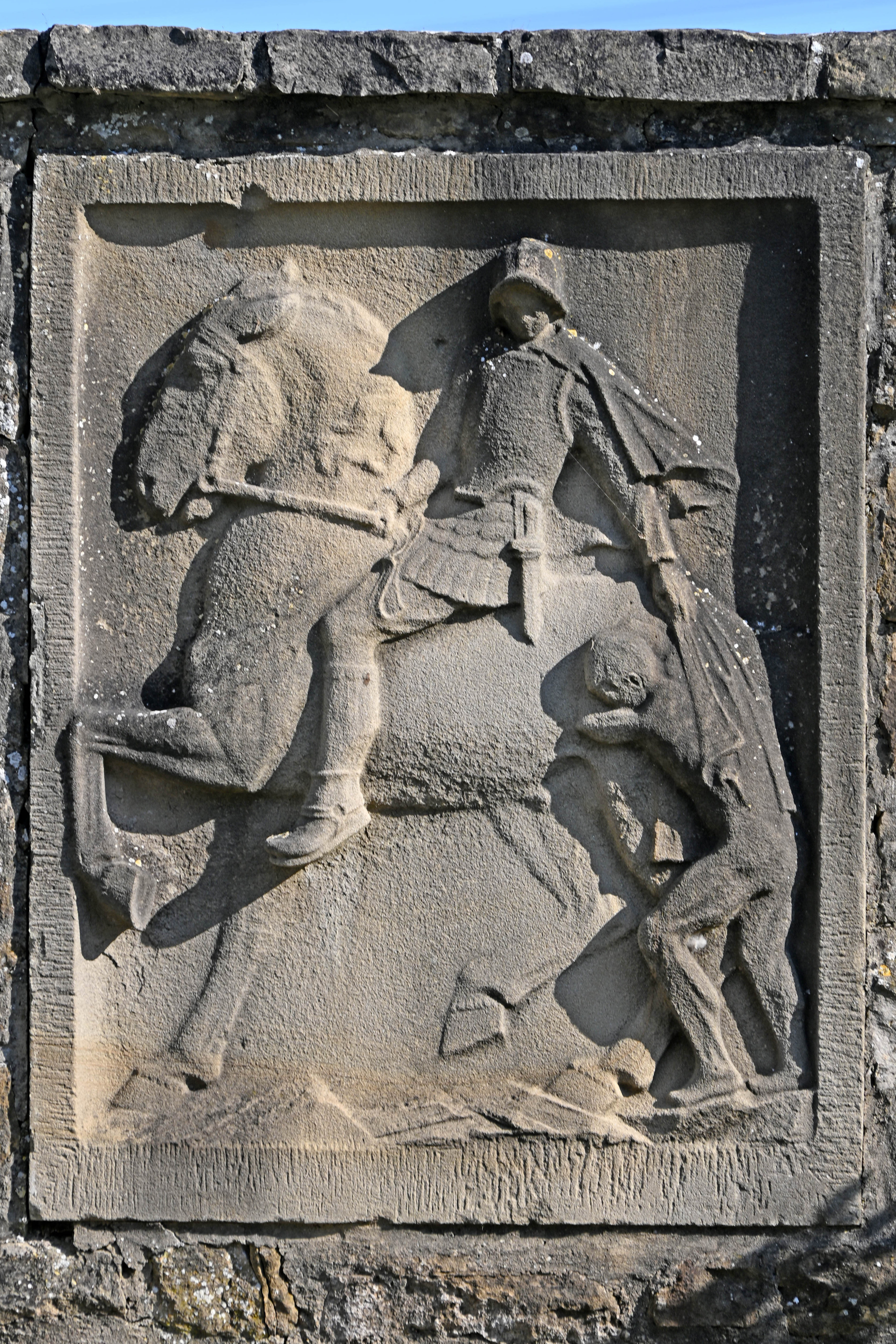
Martinsrelief
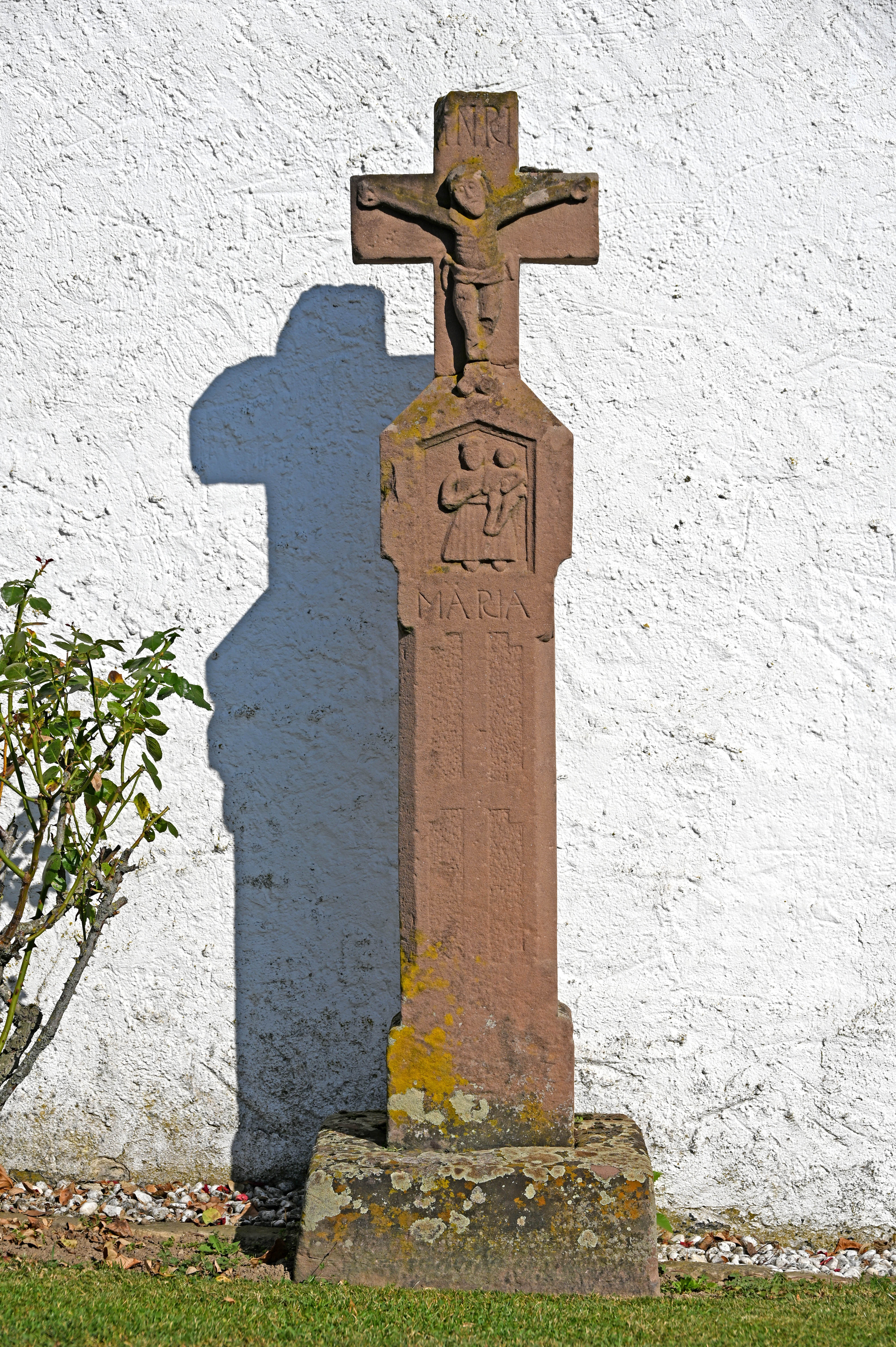
Wegekreuz 1633

Siehe auch: Liste der Kulturdenkmäler in Dockendorf

## Wirtschaft und Infrastruktur

### Unternehmen
Dockendorf ist eine außerordentlich landwirtschaftlich geprägte Gemeinde. Davon zeugen einige landwirtschaftliche Voll- und Nebenerwerbsbetriebe. In den letzten Jahren ist die landwirtschaftlich genutzte Fläche im Gegensatz zu einigen anderen Gemeinden im Umland angewachsen. Darüber hinaus sind im industriellen Sektor ein Bauunternehmen sowie eine Brennerei angesiedelt. Die meisten Arbeitnehmer in Dockendorf pendeln nach Bitburg, Trier und Luxemburg.

### Verkehr
Ein Kilometer östlich des Ortes verläuft die Bundesstraße 257. Die nächste Autobahn-Anschlussstelle an der A 60 ist Bitburg und liegt in etwa 10 km Entfernung.